# Santa Maria Rezzonico
Santa Maria Rezzonico è stato il nome assunto dal comune di Rezzonico, in provincia di Como, quando nel 1928 assorbì per Regio Decreto i soppressi municipi di San Siro e Sant'Abbondio, quest'ultimo poi restaurato nel dopoguerra.
Tale comune è poi confluito, nuovamente insieme a Sant'Abbondio, nel ricostituito comune di San Siro, ricreato il 30 marzo 2002 con legge della Regione Lombardia 29 novembre 2002, N. 29.

## Origini del nome
"Santa Maria" si riferisce all'omonima chiesa, parrocchiale dal XV secolo, mentre "Rezzonico" è legato all'omonima famiglia. 
Anche il toponimo della frazione "Gallio" è legato a quello della famiglia nobiliare avente lo stesso nome.

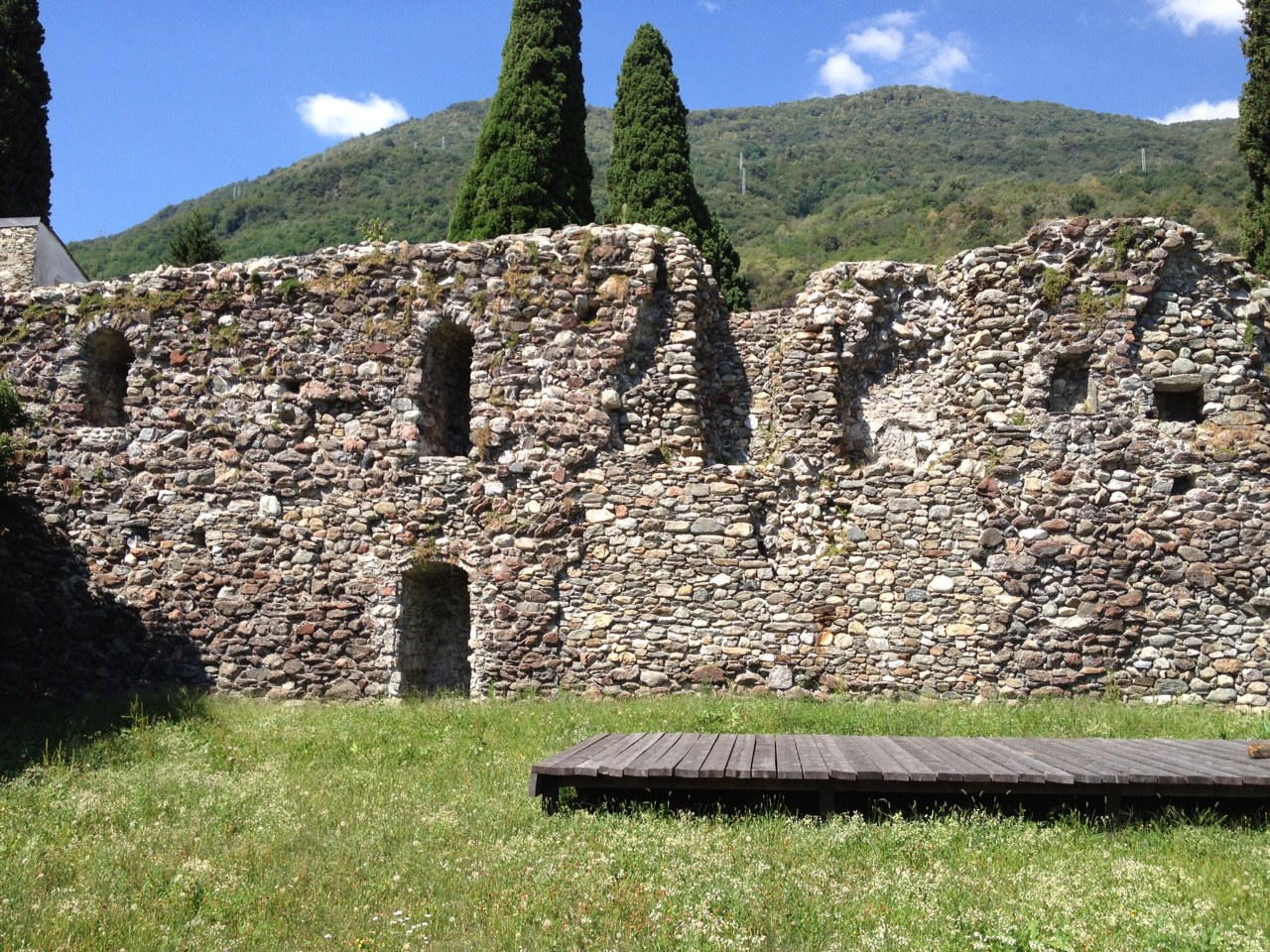
Resti di cinta fortificata tardoromana, in località Santa Maria

## Società

### Evoluzione demografica
La seguente tabella simula la popolazione del municipio anche prima di essere creato:

Abitanti censiti